# Диана Войт
Диана Войт (псевдоним на Диана Фаритовна Исхакова) е киргизстанска спортистка, юристка, предприемачка и общественичка.

## Биография
Родена е на 11 септември 1989 г. в град Фрунзе, Киргизка ССР, СССР. През 2011 г. завършва Киргизко-руския славянски университет „Борис Елцин“ в Бишкек, със специалност „Юриспруденция“. В периода от 2011 до 2012 г. работи в международната адвокатска кантора „Лоренц“, от 2012 до 2014 г. е преподавател в катедра „Юриспруденция“ на Академията по управление към президента на Киргизката република, а от 2014 до 2015 г. работи като юрист в международното училище Bishkek International School.
През 2016 г. започва да се занимава с бизнес, като до 2023 г. тя основава международна мрежа от студия за епилация La Letty, която разполага с 5 клона в Бишкек (Киргизстан) и 1 клон в Алмати (Казахстан).
От 2020 г. тя е лектор на международните женски бизнес форуми BOSWomen, SELFmama и V Balance.
На 20 септември 2022 г. тя получава отличието „Бизнесдама на годината 2022“ на Министерството на икономиката на Република Киргизстан. През 2022 г. тя става член на Асоциацията на креативната индустрия на Киргизката република.
Тя е автор на практикума за систематизиране на живота.

## Спортна дейност
През 2022 г. тя печели международния шампионат по културизъм Amateur Olympia India в категорията фитнес бикини до 170 см и притежава карта на лигата IFBB PRO, която ѝ дава право да участва в предстоящи турнири сред професионалисти.
Нейно хоби е да кара ски. През януари 2022 г. заснема видео, на което тя кара ски в народна носия, докато издига знамето на Киргизстан. Нейното видео става популярно в Киргизстан.

## Личен живот
Тя се омъжва през 2014 г., а през 2017 г. става майка на син.